# Scotodrymadusa crenulata
Scotodrymadusa crenulata är en insektsart som först beskrevs av Boris Petrovich Uvarov 1939.  Scotodrymadusa crenulata ingår i släktet Scotodrymadusa och familjen vårtbitare. Inga underarter finns listade i Catalogue of Life.